# Азербайджано-чешские отношения
Азербайджано-чешские отношения — двусторонние дипломатические отношения между Азербайджаном и Чешской Республикой в политической, экономической, культурной и иных сферах.

## Дипломатические отношения
Чехия признала независимость Азербайджана 8 января 1992 года. Дипломатические отношения установлены 29 января 1993 года.
Посольство Азербайджана в Чехии было открыто 15 августа 2007 года. Посольство Чехии в Азербайджане открыто  1 декабря 2009 года.
В парламенте Азербайджана действует двусторонняя рабочая группа по отношениям с Чехией. Руководитель группы — Эльнур Аллахвердиев.
В Палате депутатов Парламента Чехии действует двусторонняя рабочая группа по отношениям с Азербайджаном. Руководитель группы — Ян Кубик.
В июне 2019 года в Праге между министерствами иностранных дел двух стран проведены политические консультации о политическом, военно-техническом и международном сотрудничестве.
В 2019 году в Праге проведена сессия межправительственной комиссии Чехия — Азербайджан.

## Официальные визиты

### Главы государств
- Май 2009 года — визит Ильхама Алиева в Чехию с целью поучаствовать в саммитах Восточное Партнерство и Южный Коридор.
- Май 2011 года — официальный визит Президента Чехии Вацлава Клауса в Азербайджан.
- Апрель 2012 года — официальный визит Ильхама Алиева в Чехию[2].
- Сентябрь 2015 года — официальный визит Президента Чехии Милоша Земана в Баку[5].
- 2022 год- Рабочий визит Ильхам Алиева в Прагу с целью участия в саммите Европейского политического сообщества.

### На уровне министерств
- Июль 2008 года — визит министра иностранных дел Чехии К. Шварценберга в Баку.
- Декабрь 2008 года — визит министра иностранных дел Азербайджана Э. Мамедьярова в Прагу.
- Февраль 2009 года — визит премьер-министра Чехии М. Тополанек в Баку
- Январь 2011 года — визит министра оборонной промышленности Азербайджана Й. Джамалова в Прагу.
- Май 2013 года — визит министра культуры Чехии А. Ханакова в Баку с целью принять участие во Всемирном форуме межкультурного диалога.

### Межпарламентские связи
- Сентябрь 2009 года — визит спикера Сената Парламента Чехии П. Соботка в Баку[2].
- Май 2019 года — визит спикера Палаты депутатов парламента Чехии Радека Вондрачека в Баку.[6].

## Договорно-правовая база
Между Азербайджаном и Чехией подписано 29 документов, в том числе:
- Соглашение об избежании двойного налогообложения в отношении налогов на доходы и имущество и предотвращении уклонения от налогообложения (24 ноября 2005)
- Соглашение о сотрудничестве в области управления налогами (11 сентября 2007)
- Соглашение об экономическом, научно-техническом и культурном сотрудничестве (31 октября 2009)
- Соглашение о воздушном сообщении (15 мая 2010)
- Соглашение о поощрении и взаимной защите инвестиций (17 мая 2011)
- Соглашение об обмене и взаимной защите секретной информации (17 мая 2011)
- Соглашение о сотрудничестве в области туризма (5 апреля 2012)
- Соглашение о сотрудничестве в области культуры (5 апреля 2012)[2]
- Меморандум о взаимопонимании по сотрудничестве между Министерством окружающей среды Чехии и Министерством экологии и природных ресурсов Азербайджана (25 сентября 2008)
- Совместная декларация о стратегическом партнёрстве (2015)[6].

## В области экономики
Сотрудничество между странами осуществляется в сфере транспорта, нефтяной промышленности, машиностроения, сельского хозяйства, химической и обрабатывающей промышленности, информационно-коммуникационных технологий, энергетики, железнодорожной инфраструктуры, фармацевтики, экологии.
С 2011 года действует межправительственная комиссия по экономическому, научно-техническому и культурному сотрудничеству.
В 2014 году был открыт постоянный офис Государственного агентства для поддержки экспорта Чехии «CzechTrade» в Баку.
На долю Азербайджана приходится 85 % торговли Чехии со странами Южного Кавказа. Свыше 30 % импортируемой в Чехию нефти поступает из Азербайджана.
В основном, Чехия экспортирует автомобили, автобусы (компания Iveco), электронику, машиностроительную продукцию, фарфор. Чехия занимает 12-е место в списке основных импортеров Азербайджана.
В апреле 2015 года между ЗАО «Азербайджанские железные дороги» и компанией «Moravia Steel» было подписано соглашение по капитальному ремонту железной дороги «Баку — Беюк Кесик».
15 сентября 2015 года между Министерством сельского хозяйства Чехии и Министерством сельского хозяйства Азербайджана подписан специальный меморандум о взаимопонимании и сотрудничестве в аграрной сфере.
В 2017 году между Гянджинским автомобильным заводом и чешской компанией «Tatra» подписан меморандум о сотрудничестве.
В 2014 году объём взаимного товарооборота составил 1,5 миллиарда евро. В 2018 году объём товарооборота составил 1,1 млрд евро. Объём экспорта Азербайджана составил 1 млрд евро. Основу экспорта составила нефть. Согласно статистическим данным торгового отделения Организации Объединённых Наций, в 2019 году объём экспорта таксометров, счетчиков пройденного расстояния в милях, шагомеров из Чехии составил 1.29 тыс. долл..
За первые полгода 2018 года объём товарооборота составил 473 млн долл. США. В январе-апреле 2019 года объём товарооборота составил 250,23 млн. долл. США.
Чехия занимает пятое место среди торговых партнёров Азербайджана, а среди зарубежных инвесторов — девятое место. Объём инвестиций Чехии в экономику Азербайджана составляет 1,3 млрд. долл. США.
В сентябре 2015 года в Баку был проведен азербайджано-чешский бизнес-форум. На форуме приняли участие главы государств — Ильхам Алиев и Милош Земан. В сентябре 2018 года в Баку также состоялся азербайджано-чешский бизнес-форум.
В Азербайджане действуют 25 чешских компаний.
До 10 чешских компаний участвовало в строительстве азербайджанского участка железной дороги Баку — Тбилиси — Карс во главе с Moravia Steel.

### Товарооборот
Товарооборот (млн. долл. США)
| Годы | Импорт | Экспорт | Товарооборот |
| ---- | ------ | ------- | ------------ |
| 2014 | 46     | 592     | 638          |
| 2015 | 58     | 550     | 608          |
| 2016 | 66     | 214     | 280          |
| 2017 | 108    | 556     | 664          |
| 2018 | 107    | 938     | 1045         |

Товарооборот (тыс. долл)
| Год  | Экспорт Азербайджана | Импорт Азербайджана | Сумма товарооборота |
| ---- | -------------------- | ------------------- | ------------------- |
| 2020 | 227 508,43           | 46 101,84           | 273 610,27          |
| 2021 | 263 788,87           | 43 663,93           | 307 452,8           |
| 2022 | 922 190,64           | 67 392              | 989 582,64          |

Структура экспорта Азербайджана: нефть и нефтяные продукты, масло, хлопок, сухофрукты, орехи.
Структура экспорта Чехии: машинное оборудование, электронное оборудование, стекло и химическая продукция.

## Международное сотрудничество
Сотрудничество осуществляется в рамках различных международных организаций, таких как Совет Европы, ОБСЕ
Чехия поддерживает вступление Азербайджана в Европейский союз.
В 2013 году Палатой депутатов комитета по иностранным делам Чехии было принято решение № 219 об осуждении Ходжалинского геноцида. 15 февраля 2018 года по инициативе международной ассоциации Израиль-Азербайджан «АзИз» и посольства Азербайджана в Чехии в историческом пассаже «Люцерна» в Праге состоялся вечер памяти жертв Ходжалинской трагедии.

## Туризм
В июле 2010 года между Прагой и Баку открыто прямое воздушное пассажирское сообщение.

## В области культуры
С 18 декабря 2012 года по 28 февраля 2013 года в Чехии была проведена выставка «Азербайджан - страна огня».
В 2014 году при поддержке посольства Азербайджана в Чехии в Карловом университете созданы курсы «Азербайджанский язык и мультикультурализм».
Осуществляется сотрудничество между биологическими факультетами Бакинского государственного университета и Карловским университетом. 20-26 марта 2017 года в Ботаническом саду Праги состоялась фотовыставка об Азербайджане, посвященная 45-летию сотрудничества Бакинского государственного университета и биологического факультета Карловского университета. На выставке были представлены фотографии флоры и фауны Азербайджана, национальных природных заповедников, природы Азербайджана.
3 апреля 2018 года Бакинский славянский университет и Остравский университет Чехии подписали соглашение о сотрудничестве. соглашение предусматривает обмен докторантами.
В ноябре 2018 года заместитель министра образования, молодежи и спорта Чехии Дана Прудикова посетила Азербайджан для участия в открытии средней школы имени А. Раджабова в Шамахе в рамках проекта энергоэффективности, реализуемого посольством Чехии в Азербайджане.
Произведения «Хамса» Низами Гянджеви, «Шейда» Гусейна Джавида переведены на чешский язык. На азербайджанский язык переведены «Декамерон юмора и сатиры» Ярослава Гашека, а также рассказы современных чешских авторов.
18-20 октября 2019 года в Баку состоялся II международный фестиваль анимационных фильмов ANIMAFILM. Фестиваль был посвящён чешской анимации.
На 2015 год в Чехии обучалось 200 азербайджанских студентов.